# Обезлесяване на Индонезия
Обезлесяването на Индонезия включва дългосрочното унищожаване на горите и растителността в страната, което има сериозни екологични и социални последици.
В страната се намират някои от най-разнообразните в биологично отношение гори на планетата, тя се нарежда на 3-то място по брой на животинските видове след Бразилия и Демократична република Конго. Към 1900 година територията на Индонезия продължава да е заета с гъсти гори, които представляват 84% от общата територия. Обезлесяването засилва темп през 1970-те години и оттогава постоянно се ускорява. Оценяваната на 170 милиона хектара горска покривка през 1900 година намалява до по-малко от 100 милиона хектара към края на XX век. През 2008 година е оценено, че екваториалните гори на Индонезия ще бъдат изсечени за едно десетилетие. Докладите показват, че от всички изсечени в Индонезия гори, до 80% са изсечени незаконно.
Големи горски масиви в Индонезия са изсечени от големи мултинационални компании за производство на дървесна пулпа и хартия, и заменени с насаждения. Горите често биват изгаряни от фермерите и собствениците на плантации. Друг основен източник на обезлесяване на страната е дърводобивът, задвижван от търсенето от Китай и Япония. Развитието на земеделието и програмите за трансмиграция водят до заселването на големи популации в земите, заемани от екваториалните гори, което допълнително ускорява темповете на обезлесяване.
Изсичането и изгарянето на горите, за да се прочисти земя за селскостопански цели, е довела Индонезия до третото място в класацията на най-големите емитенти на парникови газове след Китай и Съединените щати. Горските пожари често унищожават богати на въглерод стари екваториални гори и торфища. През май 2011, Индонезия налага мораториум върху нови договори за изсичане в опит да се възпре процеса. В краткосрочен план тази мярка се оказва неефективна, предвид продължаващото ускоряване на темпа на обезлесяване. Към 2012 година Индонезия е надминала по скорост на обезлесяване дори Бразилия, и е станала най-бързо изсичащата горите си държава в света.

## Засегнати региони
В най-голям риск са ниските равнинни екваториални гори, които са най-богати на дървесина и биоразнообразие. Към 2000 година, този вид гори са почти изцяло прочистени от Сулавеси, с прогнозата до няколко години да изчезнат и от Суматра и Калимантан.
В Суматра десетки хиляди квадратни километри гора са изсечени, в много от случаите с одобрението на правителството след подписани споразумения с мултинационални компании. На остров Калимантан от 1991 до 2014, големи горски масиви са изпепелени заради неконтролируеми пожари, причинявайки замърсяване на атмосферата в цяла Югоизточна Азия (вж Задимяване в Югоизточна Азия 2015).